# Serdang Kulon
Serdang Kulon is een bestuurslaag in het regentschap Tangerang van de provincie Banten, Indonesië. Serdang Kulon telt 6579 inwoners (volkstelling 2010).